# Marchaux
Marchaux je naselje in občina v francoskem departmaju Doubs regije Franche-Comté. Leta 2010 je naselje imelo 1.117 prebivalcev.

## Geografija
Kraj leži v pokrajini Franche-Comté 14 km severovzhodno od Besançona.

## Uprava
Marchaux je sedež istoimenskega kantona, v katerega so poleg njegove vključene še občine Amagney, Battenans-les-Mines, Blarians, Bonnay, Braillans, La Bretenière, Cendrey, Champoux, Chaudefontaine, Chevroz, Châtillon-le-Duc, Corcelle-Mieslot, Cussey-sur-l'Ognon, Devecey, Flagey-Rigney, Geneuille, Germondans, Mérey-Vieilley, Moncey, Novillars, Ollans, Palise, Rigney, Rignosot, Roche-lez-Beaupré, Rougemontot, Tallenay, Thise, Thurey-le-Mont, La Tour-de-Sçay, Vaire-Arcier, Vaire-le-Petit, Valleroy, Venise in Vieilley z 20.356 prebivalci.
Kanton Marchaux je sestavni del okrožja Besançon.